# Craspedodon
Craspedodon lonzeensis
Genre
Espèce
Synonymes
- Anodon gigantea Gould, 1849[1]
- Anodonta bellua Morelet, 1866[1]
- Anodonta dipsas Blainville, 1825[1]
- Anodonta herculea Middendorff, 1848[1]
- Cistaria plicata (misspelling)[1]
- Cristaria plicata (Leach, 1815) (préféré par BioLib)[1]
- Dianisotis chinensis Rafinesque, 1831[1]
- Dipsas plicata clessini Kobelt, 1879[1]
- Dipsas plicata japonica Kobelt, 1879[1]
- Dipsas plicatus Leach, 1814[1]
- Symphynota bialata Lea, 1829[1]

Craspedodon est un genre de dinosaures ornithischiens, possiblement cératopsiens, du Crétacé supérieur retrouvé en Belgique. L'espèce-type, Craspedodon lonzeensis, a été décrite par Louis Dollo en 1883.
Considéré nomen dubium par certains chercheurs, seules quelques dents fossilisées ont été retrouvées. Elles seraient similaires à celle de Iguanodon.
Longtemps classé chez les Iguanodontia, une nouvelle étude suggère qu'il serait un néocératopsien plus proche des Ceratopsoidea que Protoceratopsidae. Si cela est avéré, Craspedodon serait le premier néocératopsien connu d'Europe.